# Ley de Sindicalización Campesina
La Ley N° 16.625 de Sindicalización Campesina es una ley chilena promulgada el 26 de abril de 1967, bajo el gobierno de Eduardo Frei Montalva, que consagró el derecho sindical para los trabajadores agrícolas.